# Can Mumbrú
Can Mumbrú és un edifici situat als carrers Major de Sarrià, 105 i del Pare Miquel de Sarrià, 1 al barri de Sarrià de Barcelona. Està catalogat com a bé amb elements d'interès (categoria C).

## Història
Va ser projectada el 1880 pel mestre d'obres Rafael Guastavino i Moreno per a Ramon Mumbrú i Bordas, contractista d'obres. La família Mumbrú tenien diverses propietats a Sarrià, entre les quals: una casa al carrer de Catalunya, 19 (actualment Major de Sarrià, 117), on al pati tenien una cort d'animals, que van cedir per al Teatre de Sarrià, la casa Ramon Mumbrú, i Can Mestres.

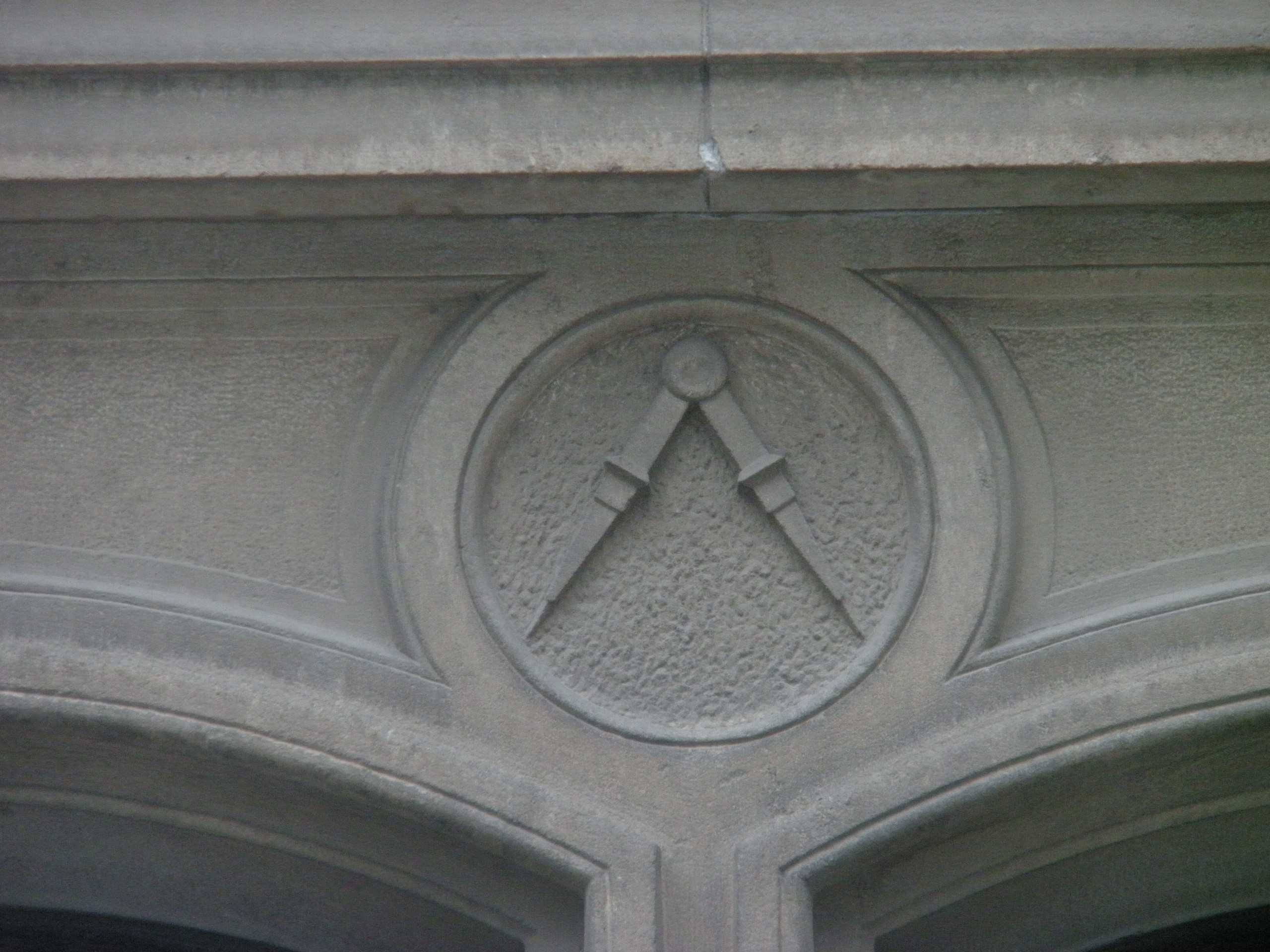
Detall del compàs, simbol maçònic

## Descripció
És una habitatge unifamiliar en cantonada, de planta baixa i dos pisos, concebut en estil eclèctic, amb detalls classicistes amb una interpretació lliure de l'autor. La façana principal té a la part central un ressalt a l'alineació del carrer, que exagera l'eix vertical de simetria. Destaca la cornisa de la coberta, amb grans mènsules, flanquejada per les baranes de balustres del terrat. Les finestres estan construïdes en arc rebaixat. Damunt de les dues finestres de la planta baixa hi ha dos medallons en baix relleu que figuren un compàs a un costat i un nivell a l'altre, instruments de construcció que poden fer referència a l'activitat del propietari, i també atribuïts a la simbologia maçònica.